# Carlina Pereira
Carlina Fontes Pereira (1926 – 11 tháng 12 năm 2011) là nhà hoạt động, chính trị gia Cabo Verde, và là nhân vật nổi bật trong phong trào giải phóng đất nước khi Cabo Verde là thuộc địa Bồ Đào Nha. Sau khi giành được độc lập, bà trở thành Đệ nhất phu nhân Cabo Verde trong nhiệm kỳ tổng thống chồng mình, ông Aristides Pereira..
Pereira kết hôn với Aristides Pereira trước khi ông làm tổng thống Cape Verde. Trong những năm 60 của thế kỉ XX, bà từ Cabo Verde thuộc Bồ Đào Nha chuyển đến Conakry, Guinée. Ở đó chồng bà, lúc đó là một thành viên của Đảng Độc lập Châu Phi ủng hộ nền độc lập Guinée và Cabo Verde (PAIGC), đang sống lưu vong.
Carlina Pereira trở thành Đệ nhất phu nhân đầu tiên của Cabo Verde vào năm 1975 khi giành được độc lập từ Bồ Đào Nha. Bà cũng được bầu làm chủ tịch danh dự Tổ chức Phụ nữ Cabo Verde (OMCV) khi đương nhiệm. Pereira giữ vị trí Đệ nhất phu nhân từ năm 1975 đến năm 1991 khi Chủ tịch Pereira rời nhiệm sở.
Sức khỏe bà Carlina và ông Aristides Pereira đều bị suy giảm trầm trọng những năm cuối đời. Năm 2009, Carlina Pereira bị bệnh mãn tính. Năm 2010, bà bay đến Bồ Đào Nha để điều trị y tế. Bà đã trở về Cabo Verde vào tháng 6 năm 2011. Bà muốn dành phần còn lại của mình sống tại nhà riêng ở khu phố Prainha, Praia.
Cựu Tổng thống Aristides Pereira qua đời tại Bồ Đào Nha vào ngày 22 tháng 9 năm 2011, sau các biến chứng của bệnh tiểu đường khi phẫu thuật để sửa chữa xương đùi bị gãy. Carila Pereira đã mất chỉ 3 tháng sau đó, vào ngày 11 tháng 12 năm 2011 tại Praia, Cabo Verde, hưởng thọ 85 tuổi. Trước khi át, bà được hai cô con gái của mình là Estela Maria Pereira và Manuela Pereira chăm sóc chu đáo.